# Peter Redpath
Pour les articles homonymes, voir Redpath.
Peter Redpath (né à Montréal le 1er août 1821– décédé à Chislehurst, Angleterre le 1er février 1894) était un philanthrope et homme d'affaires canadien.
Il est le fils de John Redpath, un immigrant écossais. Peter Redpath a travaillé dans la raffinerie de sucre et d'autres affaires de sa famille, à Montréal. Il a été membre du Conseil des gouverneurs de l'Université McGill à partir de 1864 et jusqu'à sa mort. Il a créé la chair of Natural Philosophy at McGill en 1871 et grâce à son don, le musée Redpath ouvre ses portes en 1891.

## Source
- Canadian Mysteries